# Elizabeth Bainbridge
Elizabeth Bainbridge (Rawtenstall, 28 de março de 1930 – 8 de dezembro de 2024) é uma cantora mezzo-soprano e contralto de ópera inglesa já reformada. A sua carreira de artista abrange várias décadas, com a maioria dos seus sucessos enquanto foi membro da Royal Opera House, em Covent Garden, Londres

## Início da vida
Bainbridge nasceu em Rawtenstall, Lancashire, no Norte da Inglaterra. Ela deixou a escola aos 14 anos de idade; e durante a Segunda Guerra Mundial, depois de trabalhar nas fábricas de tecelagem de Lancashire ela foi capaz de prosseguir a sua grande paixão para cantar.

## Carreira
Em 1963 Elizabeth Bainbridge fez a sua estreia cantando em Glyndebourne em East Sussex como a Terceira Senhora em Mozart Die Zauberflöte. A sua estreia no Covent Garden foi feita no ano seguinte, em Wagner Die Valkyrie. Ingressou na companhia em 1965 e desde então cantou em mais de 1 00 apresentações no Royal Opera House. Em 1966, ela apareceu na primeira gravação da ópera de Bernard Herrmann Wuthering Heights", realizado pelo compositor.

## Família
O seu filho, John Godfrey, nasceu em 1954. Ela tem dois netos, Christopher John, nascido em 1985, e Julian Robin, nascido em 1990. Em 1970 ela casou-se com o Jamaicano Phillon Castell Morris. O Sr. Morris morreu em 1988. Bainbridge é agora totalmente reformada a partir da arte e vive em Emsworth.